# 布拉戈耶夫格勒州
布拉戈耶夫格勒州是保加利亞的一個州，位於該國西南部，西臨北馬其頓，南鄰希臘。面積6,449.5平方公里，2006年人口364,076人。州府布拉戈耶夫格勒，下分14个市镇。